# Hospital de Calahorra
El Hospital de Calahorra, anteriormente conocido como Hospital Fundación Calahorra, es un hospital público situado en Calahorra, y forma parte del Servicio Riojano de Salud. Es el primer hospital comarcal moderno de Calahorra y de La Rioja Baja. 

## Historia

### Antecedentes
La primera referencia escrita sobre un hospital en Calahorra data del año 1145, situado en la Alhóndiga. Se mencionan al menos 5 hospitales en Calahorra entre los siglos XIII y XIV, como el Hospital de San Juan, y el Hospital del Santo Espíritu. También existía una leproseríalocalizada en la calzada romana en el exterior de la ciudad, atendiendo a gente pobre y enferma que atravesaban el Camino de Santiago.
Posteriormente la mayoría de estas instituciones se fusionaron a finales del siglo XV por orden de los Reyes Católicos, (decisión ratificada en la bula papal de León X de 1515) y en el caso de Calahorra en un nuevo hospital, que en 1543 poseía una renta de 559 reales. En 1669 se inaugura el Hospicio de labradores pobres en la calle del Arrabal junto al hospital.
Durante la Primera Guerra Carlista de 1833 a 1835 se utilizó como hospital militar. En 1837 pasó a depender de la recién creada Junta de Beneficencia.
En 1877, entre su personal se incluía a un mayordomo, una sirvienta mayor, una criada, un portero y un ministrante que realizaba cirugía menor, sangrías y barbas, además del médico y cirujano que cobraba en función de las asistencias.

### Hospital de San Lázaro[6]
En 1929, el Ayuntamiento de Calahorra impulsa la construcción de un nuevo hospital, ya que el viejo Hospital de Labradores de la calle Arrabal estaba en pésimas condiciones y era imposible rehabilitarlo. 
El proyecto estuvo detenido en la primera mitad de la década de 1930, y no fue hasta 1935 que el arquitecto Agapito del Valle diseña el nuevo hospital con capacidad para 32 camas, como el antiguo, situado en la carretera de Garray. Las obras se inician el 2 de septiembre de 1935 y finalizan en 1937, con un coste de más de 200.000 pesetas.
Es utilizado como hospital militar durante la Guerra Civil Española en los años 1937 y 1938. Era un edificio de planta baja más dos, donde se situaban la sala de espera, sala de consulta, sala de curas, laboratorio, enfermería, ropero, baños y dormitorios, divididos para hombres, mujeres, niños y pacientes graves.  
En 1943, dentro de las dependencias del hospital se crea el Centro Maternal e Infantil de Urgencia.
En 1948 el Instituto Nacional de Previsión solicita licencia municipal para construir la Residencia Sanitaria de Logroño, que más tarde sería el Hospital San Millán. En 1954 se inaugura el Sanatorio Antituberculoso San Pedro, construido en parte a expensas del filántropo Pedro Mazo. Este sanatorio se convertiría en el actual Hospital San Pedro en Logroño.
El edificio del hospital de San Lázaro fue finalmente demolido en 2006. 

### Hospital Fundación Calahorra
Desde la apertura del Hospital San Millán, la población de la Rioja Baja debía desplazarse hasta Logroño para poder acudir a un hospital moderno en La Rioja. En 1984 tienen lugar manifestaciones multitudinarias reclamando la construcción de un hospital comarcal en Calahorra.
En 1997 el INSALUD adjudica la construcción del nuevo hospital comarcal con un coste de 942.235.605 pesetas.
Se creó una fundación que dio nombre al hospital en abril de 2000 para su gestión, dependiendo orgánicamente de la Consejería de Salud del Gobierno de La Rioja. El hospital fue inaugurado el 7 de junio de 2001 por el presidente español José María Aznar.
Desde el 25 de febrero del año 2022 la Fundación Pública Sanitaria “Hospital de Calahorra” es un organismo público, del tipo Fundación Pública Sanitaria.

## Cobertura asistencial
El Hospital General de la Rioja atiendelas necesidades de asistencia sanitaria especializada de una población
de referencia cercana a 74.000 personas en La Rioja Baja, que 
comprende unos 30 municipios.  
A partir de septiembre de 2017, Fundación Hospital Calahorra ofrece atención radiológica y de urgencias a los
14.022 habitantes de las localidades limítrofes de Comunidad Foral de Navarra; San Adrián, Azagra, Andosilla y Cárcar.

### Atención Primaria
Es el hospital asignado para 4 centros de salud y 20 consultorios de Atención Primaria, localizados en la cabeceras de comarca:
Calahorra, Arnedo, Alfaro y Cervera del Río Alhama y 20 consultorios localizados en diferentes poblaciones que incluyen:
1. Consultorio de Aguilar del Río Alhama
2. Consultorio de Aldeanueva de Ebro
3. Consultorio de Arnedillo
4. Consultorio de Autol
5. Consultorio de Bergasa
6. Consultorio de Bergasillas Bajera
7. Consultorio de Cornago
8. Consultorio de El Villar de Arnedo
9. Consultorio de Enciso
10. Consultorio de Grávalos
11. Consultorio de Herce
12. Consultorio de Igea
13. Consultorio de Munilla
14. Consultorio de Muro de Aguas
15. Consultorio de Pradejón
16. Consultorio de Préjano
17. Consultorio de Quel
18. Consultorio de Rincón de Soto
19. Consultorio de Santa Eulalia Bajera
20. Consultorio de Tudelilla

## Cartera de servicios
| - Alergología - Aparato Digestivo - Cardiología - Endocrinología - Geriatría - Hematología y Hemoterapia - Medicina Interna - Nefrología - Neumología - Neurología - Oncología - Pediatría - Reumatología - Urgencias | - Cirugía General y de Aparato Digestivo - Dermatología - Obstetricia y Ginecología - Oftalmología - Otorrinolaringología - Traumatología y Cirugía Ortopédica - Urología | - Análisis Clínicos - Anatomía Patológica - Anestesiología y Reanimación - Bioquímica - Farmacia Hospitalaria - Medicina Intensiva - Medicina Preventiva - Radiodiagnóstico - Rehabilitación |

## Personal
En el hospital trabajan casi 400 profesionales. Cuenta con:
- facultativos 110
- enfermería 387
- personal no sanitario 76

## Instalaciones y recursos
El Hospital de Calahorra cuenta con una superficie de casi 19.000 metros cuadrados, de los cuales casi el 40% están edificados. Está formado por tres edificios independientes comunicados entre sí: un edificio sanitario, un edificio administrativo y un edificio de instalaciones.
El edificio sanitario está compuesto por tres bloques y 4 plantas, e incluye el área de hospitalización, quirófanos, laboratorio, paritorios, radiodiagnóstico y unidad de admisión. 
El edificio Administrativo, alberga todas las unidades no asistenciales (Dirección, administración y servicios generales). 
El tercer edificio centraliza todas las instalaciones del centro, como las instalación eléctrica, central térmica y frigorífica.
El hospital cuenta con:
- camas 80
- puestos de diálisis 17
- quirófanos 4
- puestos de hospital de día 24
- consultas externas 43
- paritorios 3
- gabinetes de exploración 12
- mamógrafos 1
- tomógrafos computarizados 1

### Accesos
Al Hospital de Calahorra se puede llegar en transporte público mediante línea de autobús urbano de Calahorra, y accediendo desde la carretera  N-232 